# Újpesti TE
Újpesti TE (celým názvem: Újpesti Torna Egylet) je maďarský klub ledního hokeje, který sídlí v Budapešti. Založen byl v roce 1955 pod názvem Budapesti Dózsa SE. V letech 1957–1991 se klub jmenoval Újpesti Dózsa SC. Svůj současný název nese od roku 1991. ÚTE je celkově třinácti násobným mistrem Maďarska. Poslední titul je ovšem staršího data a to z roku 1988. Od sezóny 2008/09 působí v Erste Lize, maďarské nejvyšší soutěže v ledním hokeji. Klubové barvy jsou fialová a bílá.
Své domácí zápasy odehrává v Újpest Ice Hall s kapacitou více než 1 500 diváků.

## Historické názvy
- 1955 – Budapesti Dózsa SE (Budapesti Dózsa Sport Egyesület)
- 1956 – Újpesti TE (Újpesti Torna Egylet)
- 1957 – Újpesti Dózsa SC (Újpesti Dózsa Sport Club)
- 1991 – Újpesti TE (Újpesti Torna Egylet)

## Získané trofeje
- Maďarský mistr v ledním hokeji ( 13× )
  - 1957/58, 1959/60, 1964/65, 1965/66, 1967/68, 1968/69, 1969/70, 1981/82, 1982/83, 1984/85, 1985/86, 1986/87, 1987/88
- Maďarský pohár v ledním hokeji ( 9× )
  - 1964/65, 1965/1966, 1969/70, 1970/71, 1971/72, 1984/85, 1985/86, 1987/88, 1989/90

## Přehled ligové účasti
Zdroj: 
- 1955–2014: OB I. Bajnokság (1. ligová úroveň v Maďarsku)
- 1997–1998: Karpatská liga (mezinárodní soutěž)
- 2005–2007: Interliga (mezinárodní soutěž)
- 2008–2014: MOL Liga (mezinárodní soutěž)
- 2014–2017: MOL Liga (1. ligová úroveň v Maďarsku / mezinárodní soutěž)
- 2017– : Erste Liga (1. ligová úroveň v Maďarsku / mezinárodní soutěž)

## Účast v mezinárodních pohárech
Zdroj: 
Legenda: SP - Spenglerův pohár, EHP - Evropský hokejový pohár, EHL - Evropská hokejová liga, SSix - Super six, IIHFSup - IIHF Superpohár, VC - Victoria Cup, HLMI - Hokejová liga mistrů IIHF, ET - European Trophy, HLM - Hokejová liga mistrů, KP - Kontinentální pohár
- EHP 1965/1966 – 2. kolo
- EHP 1966/1967 – 2. kolo
- EHP 1968/1969 – 2. kolo
- EHP 1969/1970 – 2. kolo
- EHP 1970/1971 – 2. kolo
- EHP 1982/1983 – 1. kolo
- EHP 1983/1984 – 1. kolo
- EHP 1985/1986 – 2. kolo
- EHP 1988/1989 – Základní skupina A (3. místo)
- KP 2009/2010 – 2. kolo, sk. B (3. místo)